# 9X Media
9X es la mayor emisora musical de la India. Opera con seis canales de televisión musicales y un portal de noticias Bollywood, www.spotboye.com. Los seis canales de música son 9XM (novedades Bollywood), 9X Jalwa (clásicos atemporales indios), 9X Jhakaas (música maratí), 9X Tashan (punyabí) y 9XO (en inglés).

## Historia
La compañía fue fundada por Indrani Mukerjea en 2007 fusionando dos compañías, INX Media Pvt Ltd y INX Noticias Pvt Ltd.
En marzo de 2009, el presidente y responsable de estrategia empresarial (CSO) Peter Mukerjea y el fundador y CEO Indrani Mukerjea dejaron sus puestos en INX Media.
En agosto de 2010, INX Media pasó a llamarse 9X Media como parte de un proceso de reestructuración.  Fue adquirida por Zee Entertainment Enterprises en octubre de 2017 por la suma de 160 crore.

## Emisoras actuales
- 9XM : es el buque insignia de 9#X Media. Desde su lanzamiento en 2007, 9XM ha sido un importante canal de música Bollywood. 9#XM emite lo último en canciones Bollywood intercalado con dibujos animados de humor. Sus populares personajes de animación incluyen a Bade Chote, Bheegi Billi y Betel Nuts. Bade Chote, de Bakwaas Bandh Kar, entretiene a los espectadores con chistes y mensajes divertidos.[6]
- 9X Jalwa : emite canciones Bollywood consideradas "clásicos modernos", éxitos atemporales. El canal presenta también diversos programas breves con juegos de preguntas y respuestas sobre cine Bollywood.
- 9X Tashan: es el canal de música punyabí y líder en su categoría desde su lanzamiento en 2011. Va dirigido a espectadores punyabíes de espíritu libre que se enorgullecen de sus orígenes y cultura.[7][8]
- 9X Jhakaas: es el primer canal de música maratí de la India. Dirigido a amantes de la música maratí. 9X Jhakaas emite películas maratíes y canciones no cinematográficas.[9]

- 9XO: es el canal de música internacional de 9#X Media. Emite música contemporánea en inglés e internacional .[10]
- SpotboyE : Un portal de noticias Bollywood. La web promociona el Bollywood y en ella encontramos todo tipo de noticias y contenidos relacionados con el género y sus estrellas.
- 9X Super es una canal de super éxitos musicales de la India y las islas Fiyi.

## Emisoras antiguas
- 9X